# 斎藤真由美
斎藤 真由美（さいとう まゆみ、1971年2月27日 - ）は、日本の元女子バレーボール選手。大宮中央高等学校・通信制卒。現姓は阿部。一児の母。

## 来歴

### 小学生時代
東京都練馬区春日町で育つ。幼い頃に両親が離婚し母子家庭で育てられた。1976年、練馬区立練馬小学校に入学。バレーボールは母親が趣味のサークルに参加していたこともあり以前から興味は持っていた。小学5年生の時、課内クラブでバレーボールを選択し、更に興味を深めていった。1982年、練馬区立春日小学校創立に伴い編入。

### 中学・高校時代
1983年、練馬区立練馬中学校に入学。バレーボール部に入部するとすぐに頭角を現し、即戦力となった。対抗試合にレギュラーとして出場すると、そのプレイは脚光を浴びる。2年生でキャプテンとなる。次期を担う選手の一人として高校バレーの有名校からも注目された。
1986年、中村高校に進学。1年生でレギュラーとなり、同年8月のインターハイでの3位入賞に貢献する。しかし、その後は指導者の理不尽な暴力に疑問を持つなど学校に対する不信感が芽生え、さらに国体の東京選抜のメンバーに自分の与り知らぬところでリストアップされ、更に「辞退」をさせられていたことを知り憤りを覚え、高校を自主退学する。その後暫くは人間不信に陥り、自宅に引き籠っていた。
同年11月、イトーヨーカドーに入団。中退の噂を聞きつけ、声をかけたのがイトーヨーカドーであり、当時の監督はかつて中村高校を率いたことのある前田健であった。

### イトーヨーカドー 〜 ダイエー時代
1987年2月、第20回日本リーグのダイエー戦でデビューを果たす。
1988年2月に17歳でソウル五輪の第1次候補選手に選出される。その実力と容姿から「未来の全日本エース」、当時美少女として人気を博していた後藤久美子になぞらえ「バレーボール界のゴクミ」と称されることもあった。スポーツ専門の雑誌に留まらず一般の雑誌にも特集ページが設けられテレビ番組にも出演することもあったが、斎藤は一貫してバレーボール選手としてのスタンスで応じていた。「とんねるずのオールナイトニッポン」でパーソナリティのふたりが斎藤のファンであり、注目していると話したこともあった。しかし、全日本招集時に「ベンチに座っていればいいから」と言われたことを不満に思いソウル五輪は辞退した。
ソウル五輪には出場できなかったが、同年のNHK杯で全日本デビューを飾った。翌1989年のワールドカップではキューバ、中国などの強豪チームを相手にエースアタッカーとして活躍し敢闘賞を獲得した。またこの年度の日本リーグではチームの優勝に貢献し、最高殊勲選手に選ばれた。
その後、怪我に苦しみ、全日本に選出されるたびに、体を壊すようになる。一時は肩があがらず、髪を梳かすことに苦労するほどであった。1993年8月、兄が運転する乗用車に同乗中、居眠り運転の対向車と衝突する交通事故に遭い、膝には大怪我を負い、額は13針縫うほどの裂傷を負った。その事故の前からの怪我の治癒とリハビリ期間を含めて6年半（事故の手術から4年半）ほどバレーをすることができない状態が続いた。
1996年にイトーヨーカドーの主将としてチームに復帰した。その後、ダイエー（オレンジアタッカーズ）に移籍。1997-98年シーズンの第4回Vリーグではチームを優勝へと導き2回目の最高殊勲選手に選ばれた。

### パイオニア時代
1999年5月、ダイエーからの分離により混乱が続くオレンジアタッカーズから、山形県天童市を本拠地とするV1リーグ所属の東北パイオニアへ移籍。Vリーグ昇格という明確な目標を持ったチームが自分を必要とし、母が山形県出身という縁もあって下部リーグへの移籍を決断した。1999-2000年シーズンにV1リーグで優勝し、翌2000-01年シーズンからVリーグへ昇格。この間、2000年に実兄の中学校時代の後輩にあたる小学校教諭と結婚。
パイオニアレッドウィングスと改名したチームの成績は向上したが、自らは膝の状態の悪化など苦しいシーズンが続いた。2003-04年シーズンに選手兼任コーチとしてチームのVリーグ初優勝を見届ける形で、2004年4月1日に現役を引退。2004年6月に天童オルゴール博物館で4年越しの結婚式を挙げた。引退後は東北パイオニアに勤務しながら同チームの事務局長を務め、2006年7月に退任。

### 現在
2007年4月から、山形放送の朝のラジオ情報番組「グッとモーニン!!」内で「真由美のアタック！朝一番」（毎週火曜日）でパーソナリティを務めるしたり、バレーボール中継の解説を中心に、2016年1月にフジテレビ「春の高校バレー」で解説者デビューとなった。
天童市教育委員会の教育委員（2013年10月 - 2017年9月）・さくらんぼテレビジョン番組審議会委員（? - 2017年10月）を務めていた。神奈川県川崎市川崎区の「MAX8」の代表取締役を務めている。
日本スポーツ協会公認コーチ４（旧：上級コーチ）、NESTA JAPAN キッズコーディネーショントレーナー、日本はちみつマイスター協会認定講師の資格を有する。
2022年、群馬銀行グリーンウイングス（現・群馬グリーンウイングス）の監督に就任した。
2025年、任期満了に伴い監督を退任しゼネラルマネージャーに就任。

## 人物・エピソード
- マッチョというニックネームは、小学生の時に同級生によってつけられた[要出典]ものである。1979年当時、森永製菓の菓子「カリンチョ」及び「ドーナッチョ」のCMにてムキムキマンがボディビル風のコミカルな体操をする「ムキムキマンのエンゼル体操」が大人気であった（ムキムキマン#経歴参照）。また、翌1980年にDr.スランプが週刊少年ジャンプで連載を開始。瞬く間に人気作品となり、作中で登場人物が語尾に「〜ちょ」とつけた名古屋弁を真似る子どもも続出[要出典]した。それらの余波を受け語尾だけでなく、名前をもじり『〜ちょ』『〜っちょ』とあだ名をつけることが流行った。[要出典]斎藤の場合は『真由美→まゆっちょ→マッチョ』になった。。ちなみに当時の斎藤は既にスポーツの才能を芽吹かせていた[要出典]が筋肉質ではなく、決してムキムキマンのようなマッチョではなかった。
- 2017年8月にコミュニティラジオのレディオ湘南の番組でイトーヨーカドー時代の先輩に当たる益子直美がパーソナリティを務める「マスコナオミのENJOY!湘南SLOWLIFE」で17日と24日にわたってゲストとして出演。約20年ぶりの再会となった[17]。以降益子の行う「監督が怒ってはいけない大会」の活動に共感し共に活動している[18]。
- 2019年に1月から放送されたNHK総合テレビジョンの大河ドラマ「いだてん〜東京オリムピック噺〜」で、バレーボールの実技指導を担当した[19]。

## 球歴
- 全日本代表（1988-1991年）
- 全日本代表としての主な国際大会出場歴
  - 世界選手権（1990年）
  - ワールドカップ（1989年、1991年）

## 受賞歴
- 1989年 - ワールドカップ 敢闘賞
- 1990年 - 第23回日本リーグ 最高殊勲選手、ベスト6
- 1997年 - 第3回Vリーグ ベスト6
- 1998年 - 第4回Vリーグ 最高殊勲選手、ベスト6
- 2000年 - 第2回V1リーグ 殊勲賞

## 所属チーム

### 選手
- 中村高等学校（中退）
- イトーヨーカドー/イトーヨーカドープリオール（1986-1997年）
- ダイエー/オレンジアタッカーズ（1997-1999年）
- パイオニアレッドウィングス（1999-2004年）

### 指導者
- パイオニアレッドウィングス コーチ（選手兼任、2002-2004年）
- 群馬銀行グリーンウイングス/群馬グリーンウイングス
  - 監督（2022-2025年）
  - ゼネラルマネージャー（2025年-）

## 主な出演作品

### テレビ
- 一枚の写真（1989年10月30日、フジテレビ）
- 情熱大陸（1999年1月17日、毎日放送）

### ラジオ
- 真由美のアタック！朝一番（山形g放送） - 火曜日〈終了〉
- マチョラジアタック（レモンさんのビタミンラジオ局） - 金曜日[20]

## 関連本
- MAYUMI 斎藤真由美物語（2020年11月1日、大洋図書〈クイーンズセレクション（電子書籍）〉、原作：小泉志津男 / 作画：阿部ゆたか）ASIN B08KW239PM